# Dan Jeorjadis
Janis Dan Jeorjadis (gr. Γιάννης (Νταν) Γεωργιάδης) (ur. 5 maja 1922 na Itace, zm. 18 stycznia 1998 w Atenach) – grecki piłkarz, a także trener.

## Kariera piłkarska
Jako piłkarz Jeorjadis występował w Panathinaikosie, z którym w 1948 roku zdobył Puchar Grecji.

## Kariera trenerska
W swojej karierze Jeorjadis prowadził drużyny Sport Boys, Banfield, reprezentację Haiti, Ferro Carril Oeste, dwukrotnie Club Bolívar, Club Libertad, Santiago Wanderers, reprezentację Peru, reprezentację Boliwii, a od 1968 roku reprezentację Grecji. Zadebiutował tam 21 listopada 1968 w wygranym 4:1 towarzyskim meczu z Egiptem. Kadrę Grecji Jeorjadis poprowadził łącznie w 8 spotkaniach.
Następnie trenował Panachaiki, Olympiakos SFP, FC La Chaux-de-Fonds, Sevillę, dwukrotnie Alianzę Lima, Larisę, dwukrotnie Panionios GSS, reprezentację Wenezueli, Trikalę oraz FC Montreux-Sports.
Do największych sukcesów Jeorjadisa należą zdobycie mistrzostwa Peru ze Sport Boys (1958), dwa mistrzostwa Boliwii z Club Bolívar (1966, 1968), a także Puchar Grecji z Olympiakosem (1971) i Panioniosem (1979).